# Средняя школа искусств Кёнги
Средняя школа искусств Кёнги (кор. 경기예술고등학교) — это государственная средняя школа, расположенная в Пучхон-си, Кёнгидо. Это единственная государственная средняя школа среди школ искусств в Кёнгидо, в которой есть общежитие, в котором могут разместиться около 200 человек.
В феврале 2017 года школа подписала меморандум о взаимопонимании с колледжем Лам Тай Фай в Гонконге.

## Структура
Он предусматривает учебную программу по 4 областям искусств, и количество приемов варьируется в зависимости от факультета. Музыкальный факультет разделен на детализированные специальности в зависимости от музыкального инструмента, а художественный отдел может выбрать одну из четырех основных специальностей в течение семестра: западная живопись, корейская живопись, скульптура и дизайн. Кафедра театра и кино делится на актерские и кинематографические специальности. Здесь есть несколько подготовительных классов, отличных от манги и анимации, а также уроки обучения за рубежом в Японии и Франции.

## Выпускники
- Ким Соль Хён

## в СМИ
- JTBC Welcome Back to School эпизоды 40, 41, 42, 43[3]